# Parti national démocratique (Népal)
Ne doit pas être confondu avec Parti national démocratique du Népal.
Le Parti national démocratique (en népalais राष्ट्रिय प्रजातन्त्र पार्टी) est un parti politique népalais de centre droit affilié à l'Union démocrate d'Asie et du Pacifique et traditionnellement classé comme étant un parti royaliste et conservateur. 
La traduction littérale, en français, du nom népalais du parti est « Parti de la démocratie nationale ». Il est fait usage, au Népal-même et à titre international, des noms partiellement ou totalement anglicisés suivants :
- Rastriya Pratajantra Party ou Rashtriya Pratajantra Party ;
- National Democratic Party.

Le parti ne doit pas être confondu avec le Parti national démocratique du Népal (en népalais राष्ट्रिय प्रजातन्त्र पार्टी नेपाल, couramment désigné sous le nom de Ras(h)triya Pratajantra Party Nepal), également issu d'une scission, mais enregistré sous ce nom en avril 2008 seulement. Ce dernier parti, seul de l'Assemblée constituante à se prononcer en faveur du maintien de la monarchie, est le continuateur direct d'une formation créée à l'initiative de Kamal Thapa, ministre de l'Intérieur durant l'administration directe du roi Gyanendra, en 2005-2006. Il ne fera pas partie de l'Alliance des sept partis.

## Histoire
Le parti a été fondé le 29 mai 1990 (15 Jestha 2047, dans le calendrier népalais), après l'instauration de la démocratie parlementaire et la légalisation des partis politiques par le roi Birendra.

### Élections de 1991
Dès les élections parlementaires de 1991, le parti s'est retrouvé de fait divisé en deux factions rivales, identifiées grâce à leur leaders respectifs :
- le Parti national démocratique (Chand), dirigé par Lokendra Bahadur Chand ;
- le Parti national démocratique (Thapa), dirigé par Surya Bahadur Thapa.

Lors de ce scrutin, la faction « Chand » fut créditée de 478 604 voix, soit 6,56 % des suffrages, et fut représentée par 3 élus (sur un total de 205).
La faction « Thapa » obtint 392 499 voix, soit 5,38 % des suffrages, et fut représentée par 1 élu.

### Élections de 1994
Lors des élections parlementaires de 1994, les deux factions se présentèrent unies devant les électeurs, et les résultats du parti en bénéficièrent de manière spectaculaire, puisque le parti fut crédité de 1 367 148 voix, soit 17,93 % des suffrages, et fut représenté par 20 élus sur 205.

### Élections de 1999
Lors des élections parlementaires de 1999, le parti se présenta à nouveau désuni devant les électeurs, avec :
- le Parti national démocratique (Thapa), crédité de 899 511 voix, soit 10,14 % des suffrages et représenté par 11 élus (sur 205) ;
- le Parti national démocratique (Chand), crédité de 293 952 voix, soit 3,41 % des voix, mais ne parvenant pas à avoir de représentation parlementaire.

Quelques mois après ce scrutin, les deux factions se réunifièrent.

### 2002-2008
En décembre 2002, contraint de se conformer aux statuts du parti, lui interdisant plus de deux mandats de quatre ans à la tête du parti, Lokendra Bahadur Chand se retira, lors de la troisième convention nationale, réunie à Pokhara. Trois candidats briguèrent sa succession :
- Pashupati Shumshere J. B. Rana, secrétaire général, élu avec 735 voix ;
- Prakash Chandra Lohani, vice-président, crédité de 321 voix ;
- Rabindra Nath Sharma, membre du comité central, crédité de 135 voix.

Une nouvelle scission intervint en novembre 2004, à l'initiative de Surya Bahadur Thapa, mais la nouvelle formation, lors de son enregistrement devant la Commission électorale du Népal en mars 2005, prit le nom de Parti national de la force du peuple – en népalais : राष्ट्रिय जनशक्ति पार्टी, soit « Ras(h)triya Jan(a)shakti Party »).

### Assemblée constituante de 2008
Dans l'Assemblée constituante mise en place à la suite du scrutin du 10 avril 2008, le Parti national démocratique dispose de 8 sièges sur 601 :
- 0 député (sur 240) élu au scrutin uninominal majoritaire à un tour, les candidats du parti ayant totalisé 310 214 voix, soit 3,01 % des suffrages exprimés, en étant présents dans 233 circonscriptions (sur 240) ;
- 8 députés (sur 335) élus au scrutin proportionnel de liste à un tour, la tête de liste étant dévolue à l'ancien Premier ministre Lokendra Bahadur Chand, resté très influent dans le parti ;
- 0 député (sur 26) nommé par le gouvernement intérimaire multipartite.

## Symboles du parti
Les symboles du parti, inscrits dans les statuts de 1991 (2048 dans le calendrier népalais), sont au nombre de deux :
- le symbole électoral du parti est la charrue ;
- le drapeau du parti consiste en un fond de quatre bandes horizontales bleu, blanc, vert et jaune (du haut vers le bas), sur lequel apparaissent, en surimpression au centre, deux symboles de couleur rouge : une roue dentée censée représenter aussi bien une roue industrielle qu'un chakra et, au milieu, une charrue ;